# Szkoła Podstawowa w Leżachowie
Szkoła Podstawowa w Leżachowie – była szkoła o charakterze podstawowym w Leżachowie.

## Historia
Na jakiś czas przed 1830 rokiem powstała szkoła parafialna przy cerkwi św. Nykyty w Leżachowie pojawia się w nim zapis: Schola Parochialis (szkoła parafialna). W 1835 i 1848 roku nauczycielem był adjutor Daniel Doda (w 1848 roku w szkole w Leżachowie było czterech uczniów - 4 juv.). W 1859 roku na 134 zdolnych do szkoły uczęszczało tylko 6 dzieci, a nauczycielem był Daniel Doda.
W 1868 roku powstała szkoła trywialna w Leżachowie. W 1870 roku książę Jerzy Czartoryski wybudował drewniany budynek szkolny. W 1871 roku szkoła została zmieniona na filię szkoły sieniawskiej. W 1874 roku nastąpiła ogólnokrajowa ustawowa zmiana większości szkół na publiczne, a szkoła w Leżachowie została zmieniona na 1-klasową.
Przydatnym źródłem archiwalnym umożliwiającym poznanie historii oświaty w Galicji są austriackie Szematyzmy Galicji i Lodomerii, które podają wykaz szkół ludowych, wraz z nazwiskami ich nauczycieli. Pierwszym nauczycielem był Piotr Biega. Najpierw były na wsiach tylko szkoły męskie; dopiero w 1890 roku powstały szkoły mieszane (koedukacyjne).
Od 1908 roku szkoła posiadała nauczycieli pomocniczych, którymi byli: Janina Kadlewicz (1907–1908) roku, Helena Lihaczewska (1908–1010), Maria Pikulska (1911–1920). W 1912 roku szkoła była już dwuklasowa (płatna 40 koron i 2 korce zboża). 
Kierownicy szkoły.
1870–1871. Piotr Biega.
1871–1872. Józef Geronis.
1872–1875. posada nieobsadzona.
1875–1877. ks. Nestor Horoszkiewicz.
1877–1878. Ignacy Horoszkiewicz.
1878–1880. Ignacy Antoniak.
1880–1922. Piotr Pikulski.
1922– ?. Maria Pikulska.
W 1947 roku kierownikiem szkoły był Kazimierz Brągiel, a nauczycielką pomocniczą Maria Brągiel. W zasańskiej części wsi Kolonii Leżachowskiej nauczycielką była Stefania Pikulska.
W 2008 roku szkoła została zlikwidowana, a później budynek rozebrano.

## Znani absolwenci
- Jan Szul[13].
- Jan Czopik-Leżachowski